# 니시카와 쇼고
니시카와 쇼고(일본어: 西河 翔吾, 1983년 7월 1일 ~ )는 일본의 전 축구 선수이다.

## 구단 경력
그는 2004년부터 2019년까지 J리그의 산프레체 히로시마, 도쿠시마 보르티스, 몬테디오 야마가타, 요코하마 FC, 도치기 SC, FC 류큐에서 활동하였다.